# Alirocumab
Alirocumab ist ein Arzneistoff gegen Hypercholesterinämie, welches in den USA von der amerikanischen Gesundheitsbehörde FDA am 24. Juli 2015 und für die Länder der EU am 23. September 2015 unter dem Handelsnamen „Praluent“ zugelassen wurde. Alirocumab ist ein humaner monoklonaler Antikörper aus einer neuen Wirkstoff-Gruppe, den PCSK9-Inhibitoren (Hemmer).

## Eigenschaften
Alirocumab wirkt als Hemmstoff (Inhibitor) des menschlichen Enzyms PCSK9 (Proproteinkonvertase Subtilisin/Kexin Typ 9), das an der Regelung des Cholesterinstoffwechsels beteiligt ist. Es wurde von Regeneron Pharmaceuticals und Sanofi für die Anwendung in der Behandlung der schweren und familiären Hypercholesterinämien untersucht. Patienten mit familiärer Hypercholesterinämie, Patienten mit Statinintoleranz oder kardiovaskuläre Hochrisikopatienten erreichen mit den derzeit zur Verfügung stehenden Therapieoptionen häufig nicht die ihnen empfohlenen LDL-Cholesterin-Zielwerte, es besteht daher Bedarf an anderen Therapien.

## Wirkmechanismus
LDL-Rezeptoren (LDL-R) auf der Leberzellenoberfläche dienen zur Aufnahme von zirkulierendem LDL-Cholesterin (LDL-C). PCSK9 bindet an den LDL-Rezeptor und wird mit diesem verstärkt von Leberzellen aufgenommen. Durch PCSK9-Bindung wird die Endozytose und die Degradation des LDL-Rezeptors in den Endosomen gefördert. Dadurch sind weniger LDL-Rezeptoren für die Rezirkulation an die Zelloberfläche verfügbar. Alirocumab ist ein vollhumaner monoklonaler Antikörper, der PCSK9 spezifisch bindet. Die Bindung von Alirocumab an PCSK9 verhindert die Bildung von LDL-Rezeptor-PCSK9-Komplexen und die intrazelluläre Degradation des LDL-Rezeptors. Mehr LDL-Cholesterin kann so von den LDL-Rezeptoren aufgenommen und in der Zelle abgebaut werden. Der LDL-C-Spiegel im Blut sinkt.
Interessanterweise wirken PCSK9-Hemmer synergistisch mit Statintherapie. PCSK9 wird durch die Anwendung von Statinen verstärkt gebildet, infolgedessen werden weniger LDL-R für die Aufnahme des zirkulierenden LDL-C an der Leberzellenoberfläche zur Verfügung stehen. Durch den Einsatz eines PCSK9-Hemmers kann die Wirksamkeit der Statine dementsprechend verstärkt werden.
Dieser Wirkmechanismus liegt auch den PCSK9-hemmenden Wirkstoffen wie Evolocumab und Bococizumab zugrunde.

## Klinische Entwicklung
Die Entwicklung der PCSK9-Inhibitoren ist ein Paradebeispiel dafür, wie die genetische Forschung zur Identifizierung eines neuen therapeutischen Ansatzpunktes und zur Entwicklung einer neuen Medikamentenklasse in wenigen Jahren führen konnte. Die Entschlüsselung des Wirkmechanismus von PCSK9 begann im Jahre 2003 durch die Entdeckung sehr seltener PCSK9-Mutationen. Beginnend 2003 wurde gezeigt, dass Gain-of-function-Mutationen am PCSK9-Gen mit familiärer Hypercholesterinämie verbunden sind und Loss-of-function-Mutationen mit niedrigen LDL-Cholesterinplasmaspiegeln sowie einem niedrigen Risiko für die koronare Herzkrankheit verbunden sind.

### Das ODYSSEY-Studienprogramm
2011 wurden die ersten Phase-I-Studien mit Alirocumab eingeleitet. Es folgte die Aufstellung des umfangreichen ODYSSEY Phase-III-Studien-Programms. ODYSSEY setzt sich weltweit aus 15 Phase-III-Studien mit mehr als 23.500 Patienten zusammen. Im Rahmen des Studien-Programms wurden sowohl Patienten mit heterozygoter familiärer Hypercholesterinämie untersucht, als auch Patienten mit einem sehr hohen kardiovaskulären Risiko (insbesondere Diabetiker) und Patienten, die Statine nicht vertragen (Statinintoleranz).
Die Mehrheit dieser ODYSSEY-Studien sind schon vollendet. Die Ergebnisse von zehn Phase-III-Studien, mehr als 5300 Hypercholesterinämie-Patienten umfassend, wurden bei der amerikanischen und europäischen Arzneimittelbehörde, d. h. FDA und EMA, eingereicht und bilden die Grundlage der Zulassungen.
Die Ergebnisse der Phase-III-Studie ODYSSEY LONG TERM, wurden im April 2015 publiziert zeitgleich mit den ähnlich positiven Ergebnissen der Phase-III-Studien eines weiteren monoklonalen PCSK9-Antikörpers (Evolocumab). In der Studie ODYSSEY LONG TERM, einer randomisierten doppelblinden Placebo-kontrollierten multizentrischen Studie wurden 2341 Patienten aus 27 Ländern eingeschlossen, die ein hohes kardiovaskuläres Risikoprofil, und trotz Statintherapie in der höchsten tolerierten Dosis erhöhte LDL-C-Spiegel (über 70 mg/dl) aufwiesen. Die Patienten erhielten in einer 2:1-Zuordnung entweder Alirocumab 150 mg oder Placebo als subkutane Injektion alle zwei Wochen und 78 Wochen lang.
Bereits nach 24 Wochen konnte der LDL-C-Spiegel durch die Behandlung mit Alirocumab um durchschnittlich 61 % reduziert werden vs. Placebo +0,8 % Ausgangswert. Der Effekt blieb über die gesamte Studiendauer erhalten und lag nach 88 Wochen bei 52 % Reduktion vs. Placebo +3,6 %.
Ein Vergleich der PCSK9-Antikörper (Evolocumab/Repatha;Bococizumab) untereinander existiert bisher nicht.
Im November 2018 wurden die Ergebnisse der ODYSSEY OUTCOMES-Studie beim AHA American Heart Association Kongress vorgestellt und veröffentlicht. Diese Studie untersuchte die Wirkung von Alirocumab über einen medianen Zeitraum von 2,8 Jahren hinsichtlich des Auftretens von kardiovaskulären Ereignissen (Myokard Infarkt, Tod, Schlaganfall) bei über 18.000 Patienten mit erhöhtem kardiovaskulären Risiko aufgrund eines innerhalb der vergangenen 12 Monate erlittenen akuten koronaren Ereignis und unzureichend kontrollierten Lipidparameter. Die zusätzliche Gabe von Alirocumab zur optimierten lipidsenkenden Therapie führte zu einer 15-prozentiger Senkung des primären Endpunktes, bestehend aus folgenden kardiovaskulären Ereignisse, Myokardinfarkt, ischämischer Schlaganfall, koronar-bedingter Tod oder instabile Angina-bedingte Klinikeinweisung. Besonders Patienten mit einem Ausgangs LDL-Cholesterin Wert über 100 mg/dl (>2,0 mmol/l) profitierten von der Alirocumab-Therapie und wiesen so eine statistisch signifikante Reduktion von 24 % der kardiovaskulären Ereignisse unter zusätzlicher Gabe von Alirocumab im Vergleich zur alleinigen optimierten lipidsenkenden Therapie auf. Beobachtet wurde auch eine Senkung der gesamten Todesfälle unter Alirocumab.
Es fanden sich keine erhöhten Raten unerwünschter Wirkungen unter Alirocumab.

### Marktzulassungsstatus
Die amerikanische Zulassung für Alirocumab wurde im Juli 2015 erteilt für Patienten mit Hypercholesterinämie und gemischten Dyslipidämien, die ihre LDL-Cholesterin-Zielwerte trotz maximal tolerierbarer Statin-Dosis nicht erreichen.
In der Europäischen Union ist Alirocumab zugelassen für die Behandlung von erwachsenen Patienten mit primärer Hypercholesterinämie (heterozygote Familiäre Hypercholesterinämie [heFH] und nicht-Familiäre) oder gemischter Dyslipidämie begleitend zu einer Diät: a) in Kombination mit einem Statin oder mit einem Statin und anderen lipidsenkenden Therapieprinzipien bei Patienten, die mit einer maximal verträglichen Statintherapie die LDL-C-Zielwerte nicht erreichen, oder b) als Monotherapie oder in Kombination mit anderen lipidsenkenden Therapieprinzipien bei Patienten mit einer Statin-Unverträglichkeit oder wenn Statine kontraindiziert sind.
Ein Jahr nach Evolocumab (Repatha / Amgen) erhielt auch Alirocumab im März 2019 in der EU die Zulassungserweiterung „Reduktion kardiovaskulärer Ereignisse (Herzinfarkt und Schlaganfall) bei Patienten mit kardiovaskulären Erkrankungen“.

## Frühe Nutzenbewertung
In Deutschland müssen seit 2011 neu zugelassene Medikamente mit neuen Wirkstoffen gemäß § 35a SGB V einer „frühen Nutzenbewertung“ durch den Gemeinsamen Bundesausschuss (G-BA) unterzogen werden, wenn der pharmazeutische Hersteller einen höheren Verkaufspreis als nur den Festbetrag erzielen möchte. Nur wenn ein Zusatznutzen besteht, kann der Arzneimittelhersteller mit dem Spitzenverband der gesetzlichen Krankenkassen einen Preis aushandeln. Die Dossierbewertungen, auf deren Basis der G-BA seine Beschlüsse fasst, erstellt das Institut für Qualität und Wirtschaftlichkeit im Gesundheitswesen (IQWiG).
In der ersten, 2016 erfolgten Bewertung sollte der Zusatznutzen von Alirocumab begleitend zu einer Diät und ggf. anderen lipidsenkenden Therapieprinzipien bei Erwachsenen mit primärer (heterozygoter familiärer oder nicht familiärer) Hypercholesterinämie oder gemischter Dyslipidämie ermittelt werden. Kamen Statine noch infrage, wurde der Wirkstoff mit der maximal tolerierten medikamentösen und diätetischen Therapie zur Lipidsenkung verglichen. Kam eine Statintherapie aufgrund von Kontraindikationen oder therapielimitierenden Nebenwirkungen nicht infrage, so wurde mit anderen Lipidsenkern als Monotherapie und diätetischer Therapie zur Lipidsenkung verglichen. Für Patienten, bei denen medikamentöse und diätetische Optionen zur Lipidsenkung ausgeschöpft waren, galt LDL-Apherese als „ultima ratio“ bei therapierefraktären Verläufen, ggf. mit begleitender medikamentöser lipidsenkender Therapie als zweckmäßige Vergleichstherapie. Für alle drei Fragestellungen war ein Zusatznutzen gemäß G-BA-Beschluss nicht belegt.
Aufgrund neuer wissenschaftlicher Erkenntnisse sowie der Zulassungserweiterung wurde der Wirkstoff 2019 erneut bewertet. Dabei wurde weiterhin unterschieden zwischen Betroffenen, für die eine Statintherapie infrage kommt, und solchen, bei denen sie aufgrund von Statinintoleranz bzw. Kontraindikationen nicht angezeigt ist. Außerdem wurde differenziert zwischen Erwachsenen mit und ohne bekannte atherosklerotische kardiovaskuläre Erkrankung. Gemäß G-BA-Beschluss ist für keine dieser Patientengruppen ein Zusatznutzen belegt. Patienten, bei denen medikamentöse und diätetische Optionen zur Lipidsenkung ausgeschöpft sind, waren nicht Gegenstand dieser erneuten Bewertung.